# Jia Tong
Jia Tong (chinesisch 贾童, Pinyin Jiă Tóng; * 1990) ist eine ehemalige chinesische Wasserspringerin, die im 10-m-Turm- und Synchronspringen startete. Sie gewann zwischen 2005 und 2007 zwei Weltmeistertitel.
Jia schaffte im Jahr 2005, noch im Juniorenalter, den Durchbruch in die Weltspitze. Bei der Weltmeisterschaft in Montreal gewann sie vom Turm im Einzel die Bronzemedaille und im Synchronwettbewerb mit Yuan Peilin ihren ersten Weltmeistertitel. Jia setzte ihre Erfolge auch im folgenden Jahr fort. Zunächst gewann sie beim Weltcup in Changshu den Einzeltitel vom Turm, später auch bei den Asienspielen in Doha. Bei der Weltmeisterschaft 2007 in Melbourne konnte sie mit ihrer neuen Synchronpartnerin Chen Ruolin den Titel im 10-m-Synchronwettbewerb wiederholen.
Jia verlor im Jahr 2008 gegen Wang Xin das teaminterne Duell um die Qualifikation für die Olympischen Spiele. Sie startete nicht mehr bei internationalen Wettbewerben.